# Timocratica agramma
Timocratica agramma är en fjärilsart som beskrevs av Becker 1982. Timocratica agramma ingår i släktet Timocratica och familjen plattmalar. Inga underarter finns listade i Catalogue of Life.